# Карловац (футбольный клуб)
«Карловац» (хорв. Nogometni klub Karlovac) — хорватский футбольный клуб из одноимённого города. В настоящий момент выступает в Третьей лиге. Клуб основан в 1919 году, домашние матчи проводит на стадионе «Бранко Чавлович-Чавлек», вмещающем 12 000 зрителей.

## Прежние названия
- Борац (1919-20)
- НСК Карловац (1920-41)
- ХСК Велебит (1941-45)
- Ударник (1945-48)
- Славия (1948-54)
- Карловац (1954-58)
- КСД (1958-60)
- Карловац (1960-н.в.)

## Знаменитые игроки
- Горан Дрмич
- Патрис Кведи
- Томислав Бутина
- Невен Вукман
- Деян Ловрен